# نيل سبرينغ
يل سبرينغ (born 8 June 1981) هو روائي ويلزي متخصص في أدب الرعب الخارق للطبيعة، اشتهر بكتبه الأكثر مبيعًا، صائدو الأشباح (2013) والقرية المفقودة (2017).

## تعليم
حصل سبرينغ على درجة البكالوريوس في الفلسفة والسياسة والاقتصاد (PPE) من كلية سومرفيل، جامعة أكسفورد، حيث كتب أطروحة حول أهمية الأحداث الخارقة للطبيعة.

## أعمال

### صائدو الأشباح
نُشر العمل الأول لـ Spring بواسطة Quercus في عام 2013. الرواية مبنية على حياة صائد الأشباح البريطاني المثير للجدل هاري برايس، وهو محقق نفسي من سنوات ما بين الحربين، والذي جعل من منزل بورلي ريكتوري في إسيكس مشهورًا لفترة وجيزة باعتباره "المنزل الأكثر مسكونًا في إنجلترا". يقول سبرينغ إن البحث والكتابة عن الكتاب استغرقا ثلاث سنوات.
حصل فيلم The Ghost Hunters على تعليقات إيجابية من النقاد. وصفت مجلة صنداي تايمز الثقافية الرواية بأنها "متعرجة ومفاجئة في حبكتها". ووصفتها صحيفة مترو بأنها "حلوى خيالية غنية بالصدق". كلفت قناة ITV1 شركة بنتلي للإنتاج بإنتاج فيلم مدته ساعتان مقتبس من الكتاب، هاري برايس: صائد الأشباح. كُتب بواسطة جاك لوثيان، و بث لأول مرة في 27 ديسمبر 2015.

### المراقبون
نشرت دار نشر Quercus رواية سبرينج الثانية في سبتمبر 2015. استنادًا إلى أحداث حقيقية، فإن الرواية هي "رواية إثارة تاريخية مخيفة" تدور أحداثها خلال الحرب الباردة في قرية ساحلية نائية يعيش سكانها في ظل سر قديم.
وصف بأنه "مدوي" من قبل صحيفة ديلي إكسبريس، يتعلق The Watchers بمشاهدات الأجسام الطائرة المجهولة أثناء الحرب الباردة ومنحت حقوق البث التلفزيوني بعد مزاد بين ثمانية أطراف. استلهم سبرينغ فكرة كتابة الرواية بعد اكتشافه وثيقة سرية لوزارة الدفاع تشير إلى أن كبار المسؤولين أجروا تحقيقًا سريًا في مشاهدات الأجسام الطائرة المجهولة في ويلز عام 1977.
وللاحتفال بالذكرى الأربعين لهذه المشاهدة، عاد سبرينغ إلى مكان الأحداث في فبراير 2017 برفقة أحد الشهود الأصليين. بثت مقابلة سبرينغ حول مصدر إلهامه للرواية على برنامج The One Show على قناة BBC1 في عام 2017.

### القرية المفقودة
الرواية الثالثة لسبرينغ تدور أحداثها في قرية إيمبر المهجورة في ويلتشاير وتظهر فيها مرة أخرى هاري برايس. تم نشره بواسطة Quercus في أكتوبر 2017.
حصلت القرية المفقودة على تعليقات إيجابية. وصفت السيدة الكتاب بأنه "مرعب... قصة أشباح ذكية". ووصفته مجلة صنداي إكسبريس إس بأنه "مرعب ومثير للتوتر، وله خاتمة مرعبة حقًا".
بعد قراءة رواية القرية المفقودة ، وصف كاتب السيناريو والروائي ستيفن فولك [الإنجليزية] الربيع بأنه "...أجاثا كريستي تلتقي بجيمس هربرت."

### البيت المحترق
نشرت دار نشر Quercus رواية سبرينج الرابعة في عام 2019. تدور أحداث الرواية على شواطئ بحيرة لوخ نيس المشجرة، وهي مستوحاة من حياة الساحر الاحتفالي والغامض أليستر كراولي.وفقًا لصحيفة لانكشاير إيفنينج بوست، فإن الرواية "مليئة بالتشويق والأشباح... رواية مثيرة... تتحرك بوتيرة سريعة ولها تحول مذهل."

### الشاطئ المسكون
في أكتوبر 2020، نشرت Quercus الرواية الخامسة لـ Spring، وهي رواية رعب مستقلة بعنوان مؤقت The Haunted Shore. وصفت الرواية بأنها "قصة مرعبة عن الأسرار المدفونة منذ زمن طويل والأكاذيب والهوس".